# Medalla del Príncipe Regente Leopoldo
La Medalla del príncipe regente Leopoldo fue instaurada por el príncipe-regente Leopoldo de Baviera, el 30 de junio de 1905 como una medalla conmemorativa al mérito en dos versiones: Oro y plata. Con motivo del 90 aniversario del establecimiento del reino de Baviera.
La medalla oval muestra en su anverso el perfil izquierdo de su fundador con la inscripción: LEOPOLDO PRÍNCIPE REGENTE DE BAVIERA. En el reverso el escudo de armas, coronado y con el losange bávaro, y en su periferia el motto: IN TREUE FEST (Firme en la Lealtad) así como el año 1905.
En el caso de que la concesión sea con Corona, la misma iba entre la medalla y el anillo de soporte del que pendía.
Para los civiles, la cinta era rojo punzó, y para los militares bermellón con franjas laterales de color verde claro.
La medalla de oro se lucía pendiendo del cuello, y la de plata pendiendo sobre el pecho izquierdo.